# Ű
De ű (hoofdletter Ű, kleine letter ű) is een letter gebruikt in het Hongaarse alfabet. Het dubbel accent aigu op de u is een combinatie van het umlautteken en het accent aigu.
Net als in het Duits geeft de umlaut het verschil aan tussen de u (/u/, Nederlands equivalent: "oe") en de ü (/y/, Nederlands equivalent: "u"). Het accent aigu geeft in het Hongaars de lengte van een klinker aan: alle klinkers zonder accent aigu (a, e, i, o, ö, u, ü) zijn kort, alle klinkers met enkel of dubbel accent aigu (á, é, í, ó, ő, ú, ű) zijn lang. De ű wordt beschouwd als langere versie van de ü en dus als aparte letter, evenals alle andere lange klinkers. In alfabetische lijsten komt de ü/ű tussen de u/ú en de v.